# Ахмед, Фахруддин
Фахруддин Ахмед (бенг. ড. ফখরুদ্দীন আহমেদ, Fokhruddin Ahmed; род. 1 мая 1940, Муншигандж, Британская Индия) — временный премьер-министр Бангладеш (12 января 2007 — 6 января 2009).
Экономист, бывший председатель Банка Бангладеш с октября 2001 по апрель 2005 года, был чрезвычайно успешен на этом посту. Возглавил временное правительство по предложению военных для наведения порядка в экономике страны. Производилось жёсткое репрессивное управление для успешного наведения порядка.